# Arthur Cohn (rabbin)
Pour les articles homonymes, voir Cohn.
Arthur (Michael Anschel) Cohn (7 février 1862, Flatow (arrondissement de Flatow (de), province de Prusse-19 mars 1926, Bâle, Suisse) est un rabbin suisse, d'origine allemande. Il est le rabbin de Bâle de 1885 à 1926. Il reçoit sa formation rabbinique au Séminaire rabbinique Hildesheimer de Berlin. Il est un des leaders du judaïsme orthodoxe en Suisse.

## Biographie
Arthur Cohn est né le 7 février 1862 à Flatow, province de Prusse. Il est le fils de Heymann Chaim Cohn (1824-1886, Berlin) et de Zerline Esther Cohn (-1895).
Il est le frère de Martha Plato (1868-1944), épouse de   Refael Plato.
Il épouse Betty (Beyla) Cohn (dite Omali Cohn) (1868, Rawitsch, Posen, Allemagne-1952, Bâle) en 1887. 
Ils sont les parents de Heinrich Chaim Cohn (1889, Bâle-1966, Londres), Marcus Cohn (1890-1952) (le père d'Arthur Cohn, producteur de films),  Hermann (Bubeli) (Zvi Aaron) Cohn (1895-1992) et  Paula (Pesse) Carlebach (1896, Bâle-1980, New York, la mère du rabbin Shlomo Carlebach),.

## Études
Il reçoit sa formation rabbinique au Séminaire rabbinique Hildesheimer de Berlin. Parallèlement, il étudie l'histoire et la philologie à l'université de Berlin et passe son doctorat sous la direction de Theodor Mommsen.     

## Bâle
Devenu rabbin à l'âge de 23 ans, Cohn devient le rabbin de Bâle en 1885 jusqu'à sa mort en 1926. Il est le premier rabbin orthodoxe de la communauté juive de Bâle et le premier rabbin à temps plein à être confirmé plusieurs fois dans ses fonctions. D'ici là, le rabbinat était exercé par les rabbins de Hégenheim. Cohn a travaillé dans de nombreuses communautés suisses et était réputé au sein de la communauté orthodoxe. De nombreuses cartes postales témoignent de sa renommée dans ces communautés. Environ 400 de ces cartes postales se trouvent aujourd'hui dans la collection du Musée juif de Suisse et donnent un aperçu des problèmes quotidiens des Juifs en Suisse au début du 20e siècle.  

## Le sionisme
Arthur Cohn invite Théodore Herzl, en 1897, à tenir le premier Congrès sioniste à Bâle, une fois le choix de la ville de Munich rejeté.
Lors du premier congrès sioniste en 1897, Cohn prononce un bref discours dans lequel il demande une déclaration officielle sur les relations entre le sionisme et la religion. Il exprime l'espoir que le judaïsme national soit la porte d'entrée du judaïsme religieux (Protokoll, édition 1911, 215).  Le discours est accueilli par de vifs applaudissements. Herzl déclare alors publiquement que "le sionisme n'a pas l'intention de faire quoi que ce soit qui puisse blesser la conviction religieuse de quelque direction que ce soit au sein du judaïsme".  
Cohn a d'abord soutenu le sionisme, mais au plus tard lors du dixième congrès sioniste, qui s'est tenu en 1911, il ne voyait plus la compatibilité du sionisme et du judaïsme religieux.  

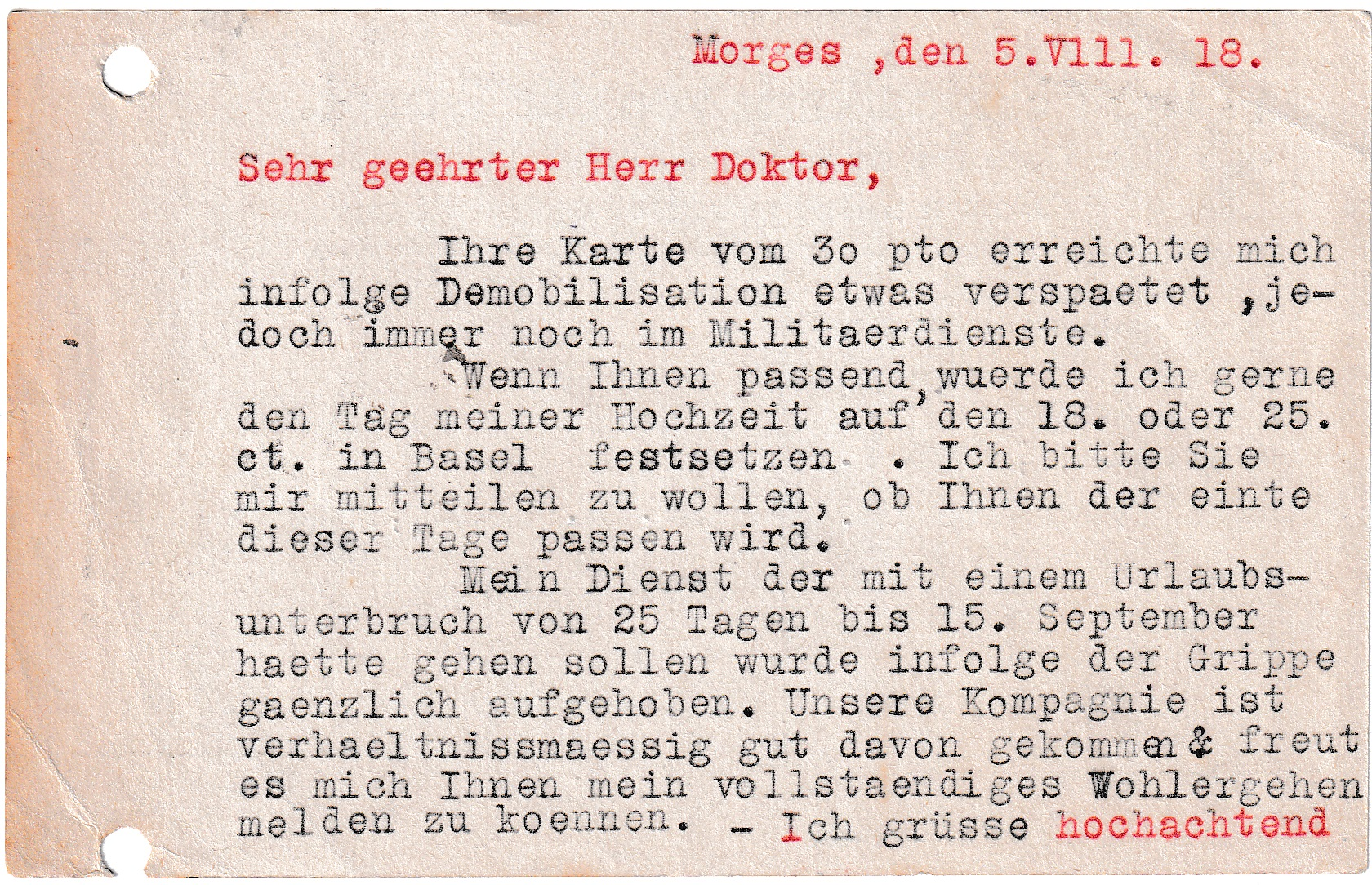
Carte postale de Gaston Levaillant au rabbin Cohn, 1918, fixant une date de mariage. Aujourd'hui dans la collection du Musée juif de Suisse.

## Œuvres
- Arthur Cohn. Of Israel's teachings and destiny;: Sermons, studies, and essays. Translated by Emile and Jenny Marmorstein. 1972[16]